# Maladera nitidipes
Maladera nitidipes är en skalbaggsart som beskrevs av Moser 1915. Maladera nitidipes ingår i släktet Maladera och familjen Melolonthidae. Inga underarter finns listade i Catalogue of Life.